# Andy McGaffigan
Andrew Joseph McGaffigan (né le 25 octobre 1956 à West Palm Beach, Floride, États-Unis) est un ancien joueur des Ligues majeures de baseball qui a lancé principalement en relève durant une carrière de onze saisons, de 1981 à 1991.

## Carrière
Repêché par les Yankees de New York en 6e ronde du repêchage de 1978, Andy McGaffigan a évolué pour cinq équipes différentes.
Il a connu ses meilleures saisons dans un rôle de releveur chez les Expos de Montréal de 1986 à 1988, avec des fiches respectives de 10-5, 5-2 et 6-0. Sa moyenne de points mérités durant ces trois années fut de 2,65, 2,39 et 2,79.
En carrière, McGaffigan a pris part à 363 parties, dont 301 en relève, et lancé 833 manches et un tiers. Son dossier est de 38 victoires et 33 défaites, avec 24 sauvetages, 610 retraits sur des prises et une moyenne de points mérités de 3,38.